# Consejos en España

El Imperio de Felipe II en 1598, distinguiendo el ámbito de cada consejo territorial en el sistema polisinodial. de la Monarquía Hispánica:
Territorios adscritos al Consejo de Castilla
Territorios adscritos al Consejo de Aragón
Territorios adscritos al Consejo de Portugal
Territorios adscritos al Consejo de Italia
Territorios adscritos al Consejo de Indias
Territorios adscritos al Consejo de Flandes, abarcando los territorios disputados con las Provincias Unidas

La estructura de gobierno de la Monarquía Hispánica durante la Edad Moderna (siglos XV a XVIII) se define como polisinodial, es decir, con multiplicidad de consejos. Derivan del Consilium o Curia Regis, reunión de notables que aconsejaban la toma de decisiones políticas a los monarcas altomedievales en cumplimiento del deber de consilium, que junto con el auxilium (ayuda militar) eran el resumen de los compromisos del vasallo con su señor.

## Historia

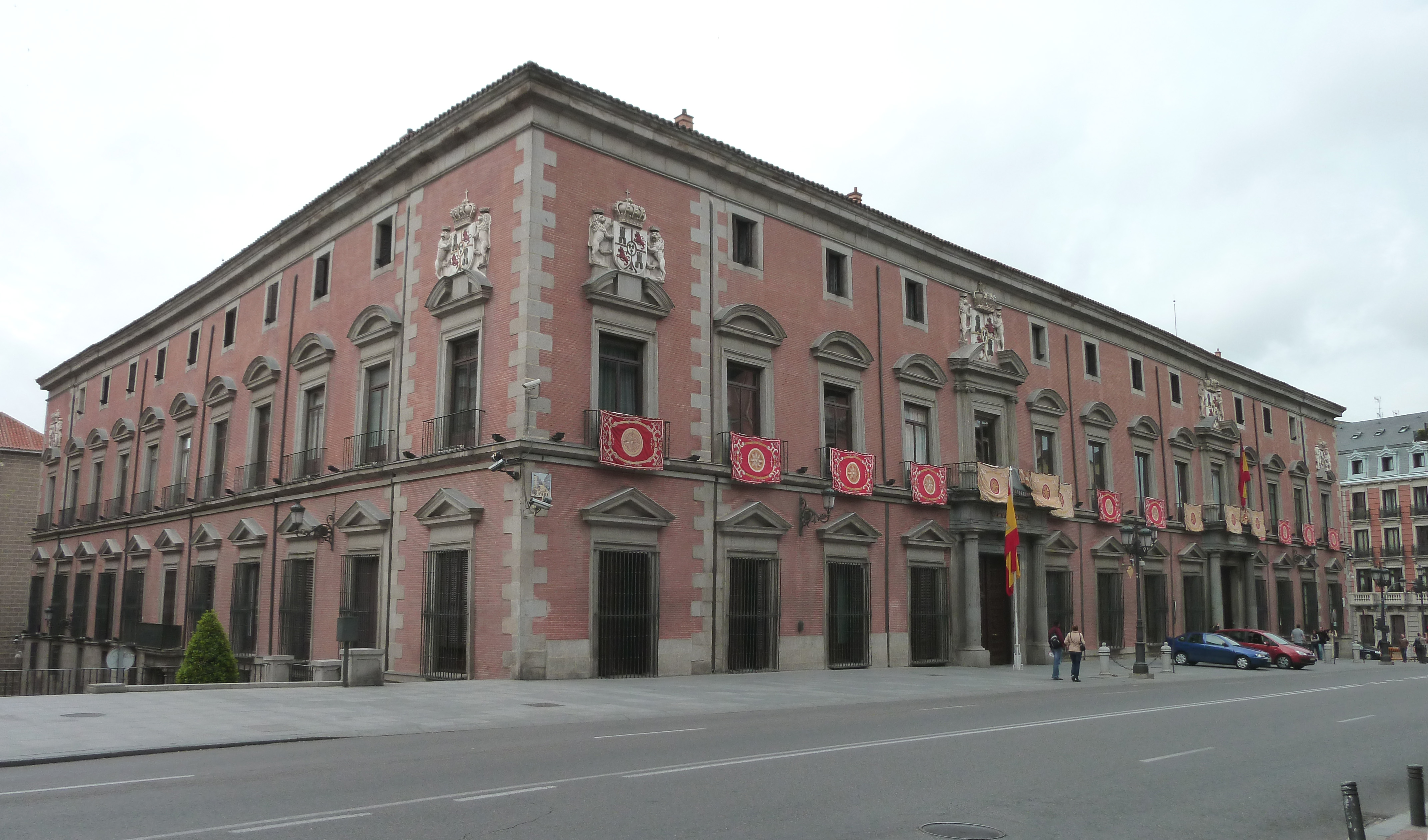
Palacio de los Consejos, cercano al Palacio Real de Madrid (antes Real Alcázar). Se construyó (1613) como palacio para el Duque de Uceda (valido de Felipe III). Se utilizó como sede de los Consejos desde 1701 (reinado de Felipe V). Hasta entonces utilizaban dependencias del Alcázar. Antes de la fijación de la corte en Madrid eran instituciones itinerantes, como la propia corte.

A mediados del siglo XIV, en la Corona de Castilla ya estaba organizado en torno al llamado Consejo Real o Consejo de Castilla.
La multiplicación de Consejos comienza como consecuencia de la unión matrimonial de los Reyes Católicos, Isabel y Fernando, y su expansión territorial a finales del siglo XV. No se unen los territorios, sino solo las personas de los reyes, que aunque actúan como reyes en cada reino, no pueden aplicar las leyes del que más les favorezca en el otro. Es necesario un Consejo por Corona: Castilla y Aragón.
Tal modelo se heredó y amplió por sus sucesores de la Casa de Austria, llegando, en esta dinastía, a su máxima expansión y, por ello, también, a su mayor grado de ineficacia. No alteraron esencialmente la separación interna de los territorios, manteniendo hacia el exterior la política común de la Monarquía. Idiomas, leyes, costumbres y sistemas políticos y sociales seguían intactos en cada territorio, solo la defensa a ultranza del catolicismo daba el punto de uniformidad. Proyectos de centralización política como la «Unión de Armas» del Conde-Duque de Olivares tensionaron el modelo hasta producir la crisis de 1640, con la separación definitiva de Portugal y, transitoriamente, de Cataluña.
Por otro lado, desde el principio la centralización administrativa y el aumento del poder real hizo necesaria la delegación de las funciones de la indivisible autoridad del rey en una maquinaria que mantuviera en funcionamiento un Estado en formación, enorme y complejo.
Figuras individuales, como los secretarios y los validos (cargos de confianza directa y de muy distinta extracción social) eran la parte más resolutiva y ágil, pero también arbitraria, de tal aparato; mientras que instituciones colegiadas, estables y mucho más reflexivas, los Consejos, se encargaban de dar continuidad y estabilidad a la política de la Monarquía. La frase más repetida ante muchas consultas era «no conviene hacer novedad por ahora». El uso y abuso de memoriales, papel sellado y complejos procedimientos parecía ser una de las aportaciones españolas al mundo: la burocracia. Una de las primeras consecuencias fue la acumulación de innumerables legajos cuya ordenación y conservación fue enseguida encomendada al Archivo General de Simancas, que aún conserva tal función.
Desde un primer momento los Consejos fueron entendidos como altos tribunales de justicia donde se veían los pleitos o conflictos propios de su específica competencia. Esta tarea de justicia determinó que los Consejos no pudieran definir muy bien sus funciones; de hecho, las tareas propias de gobierno y administración se solaparon muchas veces con las de justicia, faceta ésta donde se expresaba mejor la soberanía regia. Los consejos, por otro lado, nunca tuvieron atribuciones ejecutivas, ni jamás suplantaron la capacidad decisoria de la corona. Esta siempre ejercitó la soberanía efectiva, la cual se expresaba a través de las manifestaciones por las que discurría la toma de decisiones. El modo de ejercer tales funciones se hacía desde el sistema «de consulta». Reunido el Consejo, estudiaba el pleito o el asunto en cuestión, elaboraban un dictamen y lo elevaba, a modo de consulta, a Su Majestad para que éste, finalmente, decidiese.
Los Consejos, una vez cristalizada y desarrollada su evolución, se estructuraron en dos grandes bloques: los Consejos territoriales, que representaban la estructura institucional y constituciones de los diversos reinos, y los Consejos temáticos o de materias, cuya especialización estaba plenamente definida en función de la naturaleza de los mismos.
El Consejo de Castilla era la columna vertebral: se encargaba del gobierno interior de los reinos de la Corona de Castilla, su parte más importante tanto en extensión (la parte central y occidental de la península ibérica, a excepción de Portugal) como en población y riqueza. También era el conjunto territorial jurídicamente más cohesionado y en el que la autoridad del rey tenía menos trabas y podía extraer más impuestos, con la excepción de los territorios forales, fundamentalmente las tres provincias vascas. Otros consejos territoriales eran el Consejo de Aragón, el Consejo de Navarra, el Consejo de Italia y el Consejo de Flandes. Cada uno de estos territorios tenía unas leyes distintas que aplicar y unos niveles de privilegios personales, estamentales y territoriales muy diferente, en general más desfavorable al poder real que en el caso castellano.
Había consejos temáticos, como el Consejo de Hacienda, Consejo de Estado, Órdenes Militares y el Inquisición. El Consejo de Indias sería un caso mixto, a la vez territorial y temático, y desde luego que ejercía su jurisdicción sobre el territorio más importante en términos geográficos y el más sensible económica y estratégicamente.
El nombramiento de Consejeros fue una tarea delicada a la que los reyes se dedicaban con especial cuidado, ya que, sobre todo en los primeros tiempos, querían evitar la acumulación de poder político en manos de los grandes, las familias aristocráticas que habían protagonizado las guerras civiles castellanas de los siglos XIII al XV. La alternativa era apoyarse más en los letrados, universitarios de extracción bajonobiliar o incluso conversos, que solo tendrían interés en aumentar el poder del rey, además de seguir la interpretación absolutista heredada del derecho romano. No obstante, fue la alta nobleza y el alto clero las que ocupaban en su mayoría los puestos en los consejos, aunque nunca de modo que una familia en concreto se creyera con derecho de propiedad sobre tales cargos, cosa que sí ocurría en la administración municipal, con los regidores, puestos en manos de la oligarquía local o patriciado urbano.
El 6 de julio de 1677 Carlos II, mediante Real Decreto, reduce el tamaño de los Consejos para ahorrar tiempo en el despacho y dinero en los salarios.
El cambio de dinastía en 1700 a la Casa de Borbón hace que se replantee todo el sistema polisinodial, disminuyendo el papel de los Consejos a excepción del de Castilla, puesto que los territorios de la Corona de Aragón pierden sus fueros con los Decretos de Nueva Planta, y los territorios italianos y flamencos se ceden (a Austria fundamentalmente) con los Tratados de Utrecht y Rastadt. Las sucesivas reformas de la Hacienda, la Marina y la política americana hacen lo propio con los consejos temáticos. La Inquisición comienza a dar entonces sus últimos coletazos.
Los periodos de incapacidad de los primeros reyes borbónicos, Felipe V y Fernando VI, son muestra de que sin necesidad de impulso regio, la burocracia española aún funcionaba. Los secretarios de despacho serán los elementos más dinámicos de la administración durante el siglo XVIII. Son el precedente de los ministros, que a partir del siglo XIX se reúnen en Consejo, con lo que la estructuración de la cúpula del gobierno llega a la Edad Contemporánea.
Es por tanto la segunda mitad del XVIII y el comienzo del XIX (hasta la Guerra de Independencia en que la discontinuidad de la Monarquía obliga a reinventar el sistema político con el Estatuto de Bayona en un bando y la Constitución de Cádiz en el otro) el último periodo de esplendor de los Consejos, lo que atestiguan personajes como Campomanes o Jovellanos, fiscales de este organismo al servicio del despotismo ilustrado de Carlos III y Carlos IV, darán medida de que el Consejo de Castilla seguía siendo en ese momento el centro del poder en la Monarquía.

## Consejos

### Consejo de Castilla
Era el de mayor prestigio en importancia después del soberano. El número de sus miembros varió con el tiempo, en él se reunían representantes de las principales casas nobiliarias de Castilla, dos o tres eclesiásticos y un número variable de licenciados. Sus principales funciones eran el gobierno del reino de Castilla, así como la administración de justicia, siguiendo la labor de ‘tribunal de apelación’ antes comentada. De hecho, esta segunda función fue la más común, provocando la queja de algunos autores políticos de la época como Covarrubias, que señalaba que este Consejo se ocupaba más de pleitos que del gobierno.

### Consejo de Aragón
Tenía como ámbito de actuación territorial los territorios pertenecientes a la corona de Aragón: Aragón, Cataluña, Valencia, Mallorca y Cerdeña, con la excepción de Nápoles y Sicilia desgajados en 1556 para conformar el nuevo Consejo de Italia. Sus funciones eran las consultas sobre conflictos de jurisprudencia entre la corona y los fueros. Está compuesto por un vicecanciller (presidente), un tesorero general, nueve consejeros y un notario. Como la composición se hacía por territorios, solo funcionó de modo similar al de Castilla solo para asuntos de Mallorca y Cerdeña.

### Consejo de Portugal
El Consejo de Portugal fue establecido en 1582, compuesto por un presidente y seis, después cuatro consejeros. Se encargaba de los asuntos del reino de Portugal en la administración de justicia, designación de cargos eclesiásticos, nombramiento de oficiales y la economía. Con la Restauración portuguesa, en 1640, el Consejo siguió existiendo, puesto que Felipe IV no reconoció la independencia de Portugal, encargándose de los portugueses fieles al monarca español y del gobierno de Ceuta, hasta que fue disuelto tras el Tratado de Lisboa (1668).

### Consejo de Indias
Estaba compuesto, básicamente por un presidente, un gran canciller, doce consejeros, puestos específicos como los de Cronista oficial de Indias, Cosmógrafo y un oidor de la Casa de Contratación —que era también Superintendente de la Recopilación de las Leyes de Indias—, y cuatro oficiales.
En cuanto a sus competencias, tenía suprema jurisdicción en todo lo relativo a mar y tierra del Nuevo Mundo, en lo militar y lo político, en la paz y en la guerra, en lo civil y criminal; supervisaba el funcionamiento de la Casa de Contratación de Indias, en Sevilla; proponía los puestos de virreyes, generales de armadas y flotas, arzobispados y obispados en Indias; era tribunal de apelación y regulaba los asuntos de materia eclesiástica según el patronato regio.

### Consejo de Italia
Surgió con Felipe II en 1556 ya que, al inicio, fue el Consejo de Aragón quien trataba los asuntos de Italia. Se encargaba de la justicia, de la hacienda, del nombramiento de cargos y de los virreyes en las antiguas posesiones italianas de la Corona de Aragón (Nápoles y Sicilia). Posteriormente, se añadieron los asuntos del Estado de Milán. Estaba formado por un presidente y 6 regentes: dos por el reino de Nápoles, dos por Sicilia y dos por Milán. Cada territorio poseía un regente español y otro italiano.

### Consejo de Flandes
Tenía como función el nombramiento de cargos, la administración de justicia y de hacienda en los Países Bajos y en Borgoña. Contaba con un presidente y un número variable de consejeros.

### Consejo de Estado
El Consejo de Estado no tenía competencias específicas, ni ámbitos territoriales determinados por lo que era supraterritorial, por lo que recaían en él los asuntos más importantes y de política exterior, así como los asuntos relativos al rey y a la familia real. Empezó a funcionar en 1526 cuando Solimán el Magnífico amenazó Austria.
Era el único Consejo que no tenía presidente, pues era el propio Rey el que asumía esa función. Sus consejeros no eran especialistas en leyes sino en relaciones internacionales, como el Duque de Alba o Granvela. Los consejeros eran, por tanto, miembros de la alta nobleza y del alto clero. En tiempos de Felipe II en ocasiones el monarca no presidía los consejos y, en su lugar, enviaba a su Secretario  Antonio Pérez.
Su misión era asesorar al Monarca sobre la política exterior y tenía el control de las embajadas de Roma, Viena, Venecia, Génova, y de las principales potencias de Europa: Francia, Inglaterra y Portugal.
A diferencia del Consejo de Castilla, en el que el Rey escuchaba a los consejeros y ejecutaba las conclusiones que le presentaban, en el Consejo de Estado era el propio Rey el que exponía los puntos a debatir, escuchaba a sus consejeros y, posteriormente, el mismo monarca tomaba las decisiones que habían de tomarse.
Relacionado con el Consejo de Estado era el Consejo de Guerra, tenían los mismos miembros, salvo que el Consejo de Guerra había consejeros específicos, y las materias de las que se encargaba era todo lo relacionado con los ejércitos, equipamiento, nombramientos, planificación bélica y última instancia judicial.

### Consejos de Cámara
Los Consejos de Cámara eran competentes en materias de nombramientos, gracias y mercedes. El Consejo de Cámara de Castilla se desgajó del Consejo de Castilla en 1588, mientras que el Consejo de Cámara de Indias se separó del Consejo de Indias en 1600, y estuvo sometido a supresiones y reinstauraciones

### Consejo de Hacienda
La creación de este Consejo en 1523 supuso una notable racionalización de la Hacienda castellana, que hasta aquel momento disponía de dos contadurías que continuamente se enfrentaban entre ellas (la Mayor, encargada de la recaudación de los impuestos y de su administración, y la de Cuentas, que se ocupaba de intervenir y verificar las cuentas de la anterior).
Este consejo estaba formado por tres consejeros, normalmente licenciados con experiencia en la burocracia de la Corte y cuatro asistentes (Tesorero, escribano de finanzas, contador y secretario), para decidir sobre asuntos de la Real Hacienda, se adoptaban por el Consejo en pleno o por sus tres tribunales más importantes: el Tribunal de Millones, el Tribunal de Oidores y la Contaduría Mayor de Cuentas. Sus competencias incluían recaudar impuestos, administrarlos y velar que se cumpliera su recaudación; el ejecutar los gastos, proponer nuevas fuentes de financiación, proponer presupuestos y pedir informes a los contadores (algo así como los actuales contables) de los demás Consejos. Obviamente, este Consejo se caracterizó por las continuas fricciones con los demás Consejos, agravados por el hecho que los miembros del Consejo de Hacienda raramente eran de importantes familias, al contrario que el resto de Consejos.

### Consejo de Inquisición
La jurisdicción del Consejo de Inquisición se extendía más allá de los límites de Castilla y las Indias, abarcando todos los reinos de Aragón con excepción de Nápoles, y a Navarra, pero no a Portugal, ni a Milán ni a los territorios borgoñones. Estaba compuesto por un presidente (el inquisidor general) y seis consejeros (los inquisidores apostólicos). Su función original era la de resolver asuntos de apelación, pero también se fue involucrando en los procedimientos incoados por los tribunales locales. a través de las cartas acordadas.

### Consejo de Cruzada
El Consejo de Cruzada, en un principio, fue creado para administrar las tres bulas concedidas por el Papado (cruzada, el subsidios y el excusado ) para la defensa de la fe católica y la guerra contra los infieles. Este consejo, formado normalmente por eclesiásticos, un presidente, dos consejeros del Consejo de Castilla, un regente del Consejo de Aragón y un consejero del Consejo de Indias se ocupaba de la recaudación y gestión de las dichas bulas, que suponían una importante fuente de financiación a las arcas regias.

### Consejo de Órdenes
El Consejo de Órdenes estaba formado por un presidente y seis consejeros. Una vez que el rey Fernando el Católico obtuvo del papa la administración de los mayorazgos de la orden de Calatrava en 1489, se constituyó un Consejo para su gestión. El rey Fernando obtuvo los mayorazgos de las órdenes militares de Santiago en 1493, y Alcántara en 1494 (la de Montesa lo sería en 1587), con lo que en 1498 quedó establecido el Consejo de Órdenes. Sus funciones abarcaban los nombramientos, la administración de sus posesiones, la administración de la justicia de los caballeros de las órdenes, así como la designación de los mismos, pero terminó por convertirse en una especie de Tribunal de Honor, una garantía de limpieza de sangre.